# Bùi Đắc Sừ
Bùi Đắc Sừ (1 tháng 4 năm 1948 – 18 tháng 4 năm 2020) là môt Đạo diễn Chèo người Việt Nam, ông từng là giám đốc Nhà hát Chèo Việt Nam từ 2004 đến 2009. Nổi tiếng với việc sáng tác và đạo diễn những tiết mục Chèo hiện đại, được nhà nước phong tặng danh hiệu Nghệ sĩ Ưu tú năm 1997 và Nghệ sĩ Nhân dân năm 2007.

## Tiểu sử
Ông sinh ngày 1 tháng 4 năm 1948 trong một gia đình nông dân tại làng Then, Lạng Giang, Hà Bắc (ngày nay thuộc xã Thái Đào, huyện Lạng Giang, tỉnh Bắc Giang), một ngôi làng nổi tiếng với phần đông dân cư biết chơi Violin. Bố mẹ ông là nông dân, nhưng do được nuôi dưỡng tại cái nôi âm nhạc, khi Đoàn Chèo Trung ương về tuyển người, ông đã được tuyển làm diễn viên.
Vợ ông, diễn viên Hoàng Tân cũng là diễn viên của Nhà hát Chèo Trung ương với nhiều vai diễn nổi tiếng nhưng bà chấp nhận lui về hậu trường chăm sóc các con để chồng yên tâm lo sự nghiệp.
Năm 2013, khi đang đi khai diễn vở cho tỉnh Hải Dương, giọng nói của ông bỗng dưng bị ngọng, ban đầu dự đoán là bị tái phát tai biến, nhưng khi về Hà Nội kiểm tra thì phát hiện dấu hiệu ung thư ác tính. Ông qua đời ở tuổi 72 vào ngày 18 tháng 4 năm 2020 tại Hà Nội.
Con trai ông, đạo diễn trẻ Bùi Tiến Huy của Hãng phim truyền hình Việt Nam được biết đến với các bộ phim dài tập như: Tuổi thanh xuân, Cả một đời ân oán, Tình yêu và tham vọng.

## Sự nghiệp
Từ một diễn viên chèo, năm 1980, ông được cử đi học lớp đạo diễn đầu tiên của Trường đại học Sân khấu điện ảnh, do nghệ sĩ Đình Quang trực tiếp làm chủ nhiệm và giảng dạy.
Năm 1983, ông tốt nghiệp và quay trở lại Nhà hát Chèo Trung ương, trực tiếp làm đạo diễn các vở chèo nổi tiếng.
Năm 1988, ông đạo diễn vở "Hồ Xuân Hương" và giành giải Nhất Hội diễn Sân khấu tại Nam Định.
Ông đã góp phần khẳng định nghệ thuật Chèo hiện đại hoàn toàn có khả năng tồn tại và phát huy truyền thống tốt đẹp của mình trong thời đại mới.
Tại Nhà hát Chèo Việt Nam ông từng giữ các vị trí Phó Giám đốc (1998 – 2004) rồi Giám đốc Nhà hát (2004 – 2009).
Ước tính, Bùi Đắc Sừ đã có hơn 200 vở diễn trên sân khấu và truyền hình, trong đó có 15 vở đoạt huy chương vàng, 20 vở đoạt huy chương bạc tại các cuộc liên hoan sân khấu chuyên nghiệp trong cả nước. Ngoài lĩnh vực chèo, ông còn nhận một vai trong bộ phim truyền hình Tình yêu không hẹn trước.

## Giải thưởng
- Nghệ sĩ ưu tú (1997).[4]
- Giải Đạo diễn xuất sắc Hội diễn Sân khấu chuyên nghiệp năm 1999.
- Nghệ sĩ nhân dân (2007).
- Giải thưởng Nhà nước về văn học nghệ thuật năm 2012.
- Huân chương Lao động Hạng Ba.[4]
- Giải Đạo diễn xuất sắc Hội diễn Sân khấu chuyên nghiệp năm 2005.

9 HCV trong các kỳ hội diễn Sân khấu chuyên nghiệp, 4 HCV Truyền hình Trung ương, 2 giải của Hội Nghệ sĩ sân khấu Việt Nam...

## Tai tiếng

### Bị nghệ sĩ Minh Thu tố cáo
Sau khi Báo điện tử Người Đưa Tin trích dẫn lời Nghệ sĩ ưu tú Minh Thu tố cáo tham ô công quỹ khi còn làm Trưởng đoàn ở Nhà hát Chèo Việt Nam, Bùi Đắc Sừ cho biết, ông sẽ làm đơn kiện nghệ sĩ này. Một số nguồn tin đồn đoán rằng vụ việc có thể phát sinh từ việc xét duyệt danh hiệu Nghệ Sĩ Nhân Dân cho hai nghệ sĩ này, khi nghệ sĩ Minh Thu không đạt danh hiệu. Bản thân ông Sừ cũng thừa nhận với phóng viên, ông có làm sai nguyên tắc chi tiêu của đoàn khi trích 10% tiền vở diễn cho địa phương trong khi chưa có quy định. Sau đó, ông bỏ chức trưởng đoàn và sang phòng nghệ thuật làm việc là do “tự ái”.
Ngày 11 tháng 7 năm 2015, Nghệ sĩ nhân dân Chu Văn Thức (1932–2017) - người từng ký văn bản gửi Cục Nghệ thuật sân khấu, Vụ Tổ chức cán bộ - Bộ Văn hóa của Nhà hát Chèo về trường hợp ông Bùi Đắc Sừ (ngày 26 tháng 2 năm 1990) đã xác nhận: “Ông Bùi Đắc Sừ không bị án kỷ luật của Nhà hát Chèo, mà đây là sự điều động nội bộ để ngăn ngừa sự vi phạm nguyên tắc kinh tế mà thôi”.
Ông Ngô Hoàng Quân (Phó Cục trưởng Cục Nghệ thuật Biểu diễn) xác nhận ngày 13 tháng 7 năm 2015: “Cục Nghệ thuật Biểu diễn xác nhận ông Bùi Đắc Sừ không bị kỷ luật trong suốt thời gian công tác cho đến khi nghỉ chế độ”.
Sau những thông báo xác nhận trên, Báo điện tử Người Đưa Tin đã có hình thức xin lỗi ông và độc giả.

## Than Khảo
1. 1 2  "NSND Bùi Đắc Sừ vượt qua bạo bệnh: Nhọc nhằn nhưng đầy hy vọng". Báo An ninh thế giới (bằng tiếng Anh). Truy cập ngày 16 tháng 2 năm 2022.
2. ↑  "Tiễn biệt người Chèo - NSND Bùi Đắc Sừ". Tapchisankhau.vn. ngày 15 tháng 7 năm 2020. Bản gốc lưu trữ ngày 16 tháng 2 năm 2022. Truy cập ngày 16 tháng 2 năm 2022.
3. ↑  "Tiễn đưa NSND Bùi Đắc Sừ, nguyên Giám đốc Nhà hát Chèo Việt Nam". Báo điện tử Tiền Phong. ngày 19 tháng 4 năm 2020. Truy cập ngày 16 tháng 2 năm 2022.
4. 1 2 3  baobacgiang.com.vn. "NSND Bùi Đắc Sừ - 'người cả đời nặng nợ với chèo' qua đời ở tuổi 73". Báo Bắc Giang | Tin tức cập nhật liên tục. Truy cập ngày 16 tháng 2 năm 2022.
5. ↑  Đăng Khoa (ngày 5 tháng 3 năm 2021). "Nghệ sĩ Ưu tú Phú Kiên: Bền bỉ níu giữ những giá trị". Hànộimới. Truy cập ngày 29 tháng 3 năm 2025.
6. 1 2  "Đính chính thông tin về NSND Bùi Đắc Sừ". báo Người Đưa Tin. ngày 17 tháng 4 năm 2015. Truy cập ngày 14 tháng 2 năm 2022.
7. 1 2  https://giadinh.net.vn. "NSND Bùi Đắc Sừ nói về việc xét danh hiệu: "Mua" làm sao được Hội đồng xét duyệt?". giadinh.net.vn. Truy cập ngày 16 tháng 2 năm 2022. {{Chú thích web}}: Liên kết ngoài trong |họ= (trợ giúp)
8. ↑  News, V. T. C. (ngày 29 tháng 7 năm 2015). "Tiết lộ những 'thâm cung bí sử' trong việc phong tặng danh hiệu NSND, NSƯT". Báo điện tử VTC News. Truy cập ngày 16 tháng 2 năm 2022. {{Chú thích web}}: |họ= có tên chung (trợ giúp)